# Trabectedina
Trabectedina é um fármaco utilizado no tratamento de câncer, nos sarcomas de tecidos mole do tipo avançado, após tratamento com outros fármacos não resultar efetividade. Também é usado contra o câncer de ovário.